# شانداکسور
شانداکسور (روسی: Шандаксор) یک دریاچه در استان پاولودار کشور قزاقستان است.